# Alfred James Peile
Alfred James Peile (* 5. August 1868 in Hampstead, London; † 31. Juli 1948 in Lambeth, London) war ein britischer Conchologe.

## Leben
Alfred James Peile war der Sohn des Bauingenieurs James Kenyon Peile und dessen Frau Matilda Chadwick. Nachdem er das Cheltenham College und die Royal Military Academy Woolwich absolviert hatte, wurde er am 17. Februar 1888 in die Royal Artillery aufgenommen. Er diente in Indien, auf den Bermudas und in Südafrika sowie in der School of Gunnery in Shoeburyness. Im Jahr 1896 besuchte er Ceylon und Australien. Während des Ersten Weltkrieges von 1914 bis 1918 war er bei der schweren Artillerie in Frankreich sowie an den Artillerieschulen in Lydd und Borden im Einsatz. 1920 wurde er mit dem Rang eines Lieutenant Colonel in den Ruhestand versetzt.
Peiles allgemeines Interesse an der Naturgeschichte konzentrierte sich auf Schnecken und führte ihn zum Studium der Radula. Er wurde ein geschickter Präparator und erwarb eine detaillierte Kenntnis der Radula der meisten Schneckenfamilien. Von 1920 bis 1940 war er ehrenamtlicher Mitarbeiter in der Molluskenabteilung des British Museum of Natural History (heute Natural History Museum). Eine seine ersten Aufgaben war die Bearbeitung der Schneckensammlung von Henry Melvill Gwatkin, zu der er Hunderte von Dias seiner eigenen Präparation hinzufügte. Zwischen 1907 und 1911 stellte er während einer Expedition auf den Bermudas eine repräsentative Sammlung von Land- und Meeresschnecken zusammen, die 1924 auf der British Empire Exhibition in Wembley präsentiert wurde. 1926 veröffentlichte er die Schrift The Mollusca of Bermuda, die eine Liste der rezenten Landschneckentaxa von Bermuda enthält. Unter den Beiträgen, die sich nicht mit Radulae befassen, sind Notizen über fossile und rezente Arten der Gattung Poecilozonites von den Bermudas, die Gattung Indoennea, Clausiliidae, Macrochlamys sowie verschiedene andere Landschnecken. Seit seinem Ausscheiden aus der Armee veröffentlichte er über 50 Fachartikel.
Peile wurde 1921 zum Mitglied der Conchological Society gewählt und war von 1935 bis 1937 Präsident.
Nach Peiles Tod im Jahr 1948 erhielt der Conchologe Arthur Blok seine gesamte Sammlung von Schließmundschnecken und Puppenschnecken.

## Privates
Peile heiratete 1894 Marion Macdonald Peterson, die Tochter von Peter Peterson, der Professor für Sanskrit am Elphinstone College in Bombay war. Sie hatten einen Sohn, der 1917 bei Ypern in Belgien gefallen war, und drei Töchter.

## Erstbeschreibungen von Alfred James Peile
- Belloliva Peile, 1922
- Gulella antelmeana Peile, 1936
- Microstrophia nana Peile, 1936
- Nesopupa madgei Peile, 1936
- Platylennea levis (Peile, 1935)
- Potamacmaea Peile, 1922
- Pseudocharopa Peile, 1929
- Pseudocharopa exquisita Peile, 1929
- Pupoides karachiensis Peile, 1929
- Rhachistia sulphurea (Tomlin & Peile, 1930)
- Sigapatella terraenovae Peile, 1924
- Sinoennea austeni (Peile, 1929)
- Sinoennea butleri (Peile, 1929)
- Sinoennea latens Peile, 1935
- Sinoennea ridleyi (Peile, 1926)
- Sinoennea woodthorpei (Peile, 1929)
- Tomlinia Peile, 1937